# Emblème du Kirghizistan

Emblème actuel (depuis 2016)

L'emblème du Kirghizistan est constitué d'un faucon, d'une montagne, du soleil, d'épis de blé et du nom du pays en kirghiz (Кыргыз Республикасы, Kyrgyz Respublikasy). Au centre se trouvent les eaux du lac Yssyk Koul, le plus grand du pays.
Adopté à la dissolution de l'Union soviétique en 1991, il a été fortement modifié le 3 janvier 1994, puis à nouveau légèrement en 2016.

## Galerie

Emblème de 1991 à 1994
Emblème de 1994 à 2016
Sceau du président de la République kirghize depuis 2016